# Struha, Nova Ușîțea
Struha (în ucraineană Струга) este o comună în raionul Nova Ușîțea, regiunea Hmelnîțkîi, Ucraina, formată numai din satul de reședință.

## Demografie
Componența lingvistică a comunei Struha
     Ucraineană (98,63%)
     Rusă (1,19%)
     Alte limbi (0,06%)
Conform recensământului din 2001, majoritatea populației comunei Struha era vorbitoare de ucraineană (98,63%), existând în minoritate și vorbitori de rusă (1,19%).